# Il campo di grano
Il campo di grano  (The Cornfield), a volte chiamato anche Sentiero di campagna, è un dipinto a olio su tela di 143x122 centimetri realizzato nel 1826 dal pittore John Constable.
L'opera, esposta per la prima volta alla Royal Academy, è conservata attualmente alla National Gallery di Londra.

## Descrizione
Il quadro raffigura un viottolo di campagna percorso da un gregge di pecore. A sinistra della composizione, il pastorello si abbevera  ad un torrente, vicino ad un asino. La cornice degli alberi sui due lati della tela si apre e lascia intravedere dei contadini al lavoro in un campo di grano, che dà il titolo al quadro.
Constable si riferisce al dipinto come "The Drinking Boy" e si pensa che mostri un sentiero che da East Bergholt porta verso Dedham.